# Nicolas Devilder
Nicolas Devilder (født 25. marts 1980 i Dax, Frankrig) er en fransk tennisspiller, der blev professionel i år 2000. Han har, pr. maj 2009, vundet en enkelt ATP-doubleturnering, men har fortsat sin første singletitel til gode.
Devilder er 172 cm. høj og vejer 65 kilo.